# Stevie Reeves
Pour les articles homonymes, voir Reeves.
Pas d'image ? Cliquez ici
Stevie Reeves est un pilote automobile américain né le 16 mai 1967 à Speedway en Indiana.